# Немањина улица (Савски венац)
| НЕМАЊИНА · улица    | НЕМАЊИНА · улица        |
| ------------------- | ----------------------- |
|                     |                         |
| Општина             | Савски венац            |
| Почетак             | Трг Славија             |
| Крај                | Савски трг              |
| Дужина              | 1000 m                  |
| Названа             | 1896. по Стефану Немањи |
|                     |                         |
|                     |                         |
| Немањина улица ноћу |                         |

Немањина улица једна је од београдских улица и важна саобраћајница у центру Београда. Након изградње железничке станице Београд 1884. године улица добија на значају, а именована је 1896. године по српском владару Стефану Немањи.

## Локација
Улица се протеже на потезу од трга Славија, до Савског трга и Железничке станице Београд, дужине је 1000 m. Територијално припада градској општини Савски венац. Простире се кроз Западни Врачар, поред градских паркова Мањеж и Гаврила Принципа, као и великог броја зграда државне управе, укључујући зграду Владе Републике Србије, зграду Народне банке и многе друге. Прелази преко неколико важних градских улица попут улице кнеза Милоша и Балканске улице. У Немањиној улици налази се и Дом Радничке коморе, који је саграђен 1902. године, а проглашен спомеником културе Србије, у јануару 2019. године. У Немањиној 30 налази се Зграда Социјалног осигурања у Београду, споменик културе.

## Историјат
Пре настанка, на простору улице налазио се поток који је текао ка Савамали, а звао се Врачарски поток. Гранд хотел "Београд" на углу са Балканском је освећен 1. децембра 1937.

### Реконструкција улице 2005—2006. године
Током зиме 2005. године започела је реконструкција Немањине улице, што је био један од најважнијих пројеката реконструкције града Београда у то време. Затварање Немањине улице изазвало је велике поремећаје у саобраћају, нарочито на линијама ГСП Београд. Након пет месеци, у пролеће 2006. године, када је пројекат завршен, постављене су нове трамвајске шине, реновиране стазе и тротоар, изграђен паркинг и модернизована дренажа испод улице. (трамвајски колосек је раније мењан у лето 1985.).